# Арон Бер
Арон Бер, млађи (енгл. Aaron Burr, Jr.; Њуарк, 6. фебруар 1756 — Њујорк, 14. септембар 1836) је био трећи потпредседник Сједињених Држава за време мандата председника Томаса Џеферсона.
Након што је служио као официр у Континенталној армији за време Америчке револуције, Бер је постао успешан правник и политичар. Двапут је биран у Скупштину државе Њујорк (1784–1785 и 1798–1799), био је постављен за државног правобраниоца Њујорка (1789–1791), изабран за сенатора (1791–1797) из државе Њујорк, и достигао врхунац каријере као потпредседник Сједињених Држава у периоду од 1801. до 1805. године.
Берово председавање Сенатом (што је једна од неколико званичних дужности потпредседника Сједињених Држава) је обележио први поступак импичмента у Сенату, који је вођен против судије Врховног суда Самјуела Чејса. 1804. године, последње пуне године свог потпредседничког мандата, Бер је убио свог политичког ривала Александра Хамилтона у двобоју. Беру никада није суђено због илегалног двобоја, и све оптужбе против њега су на крају одбачене. Међутим, убиство Хамилтона је окончало крај Берове политичке каријере. Председник Џеферсон га је изоставио као потпредседничког кандидата на изборима 1804, и Бер никада више није имао неку званичну функцију.
Након што је напустио Вашингтон, Бер је путовао по западу у потрази за пословним и политичким приликама. Његове активности су на крају довеле до његовог хапшење због оптужби за издају 1807. године. Оптужбе су на суду одбачене, али су активности на западу Бера оставиле у великим дуговима и без пуно утицајних пријатеља. У једном тренутку је напустио Сједињене Државе и отишао у Европу. У отаџбину се вратио 1812, и бавио се правом у Њујорку. Тамо је провео остатак живота релативно изван пажње јавности.

## Даља литература
- Abernethy, Thomas Perkins (1949). „Aaron Burr in Mississippi.”. Journal of Southern History. 15 (1): 9—21. ISSN 0022-4642. JSTOR 2198070. doi:10.2307/2198070.
- (Традиционално виђење Берове завере.)
- Barbagallo, Tricia (10. 03. 2007). „Fellow Citizens Read a Horrid Tale” (PDF). Архивирано из оригинала (PDF) 19. 05. 2009. г. Приступљено 04. 06. 2008.
- CLEMENS, HON. JERE. (1860). The Rivals: A Tale of the Times of Aaron Burr and Alexander Hamilton.
- Faulkner, Robert K. (1966). „John Marshall and the Burr Trial”. Journal of American History. 53 (2): 247—258. ISSN 0021-8723. JSTOR 1894198. doi:10.2307/1894198.}-
- Freeman, Joanne B. (1996). „Dueling as Politics: Reinterpreting the Burr-Hamilton Duel”. William and Mary Quarterly. 53 (2): 289—318. ISSN 0043-5597. JSTOR 2947402. doi:10.2307/2947402.}-
- _[Harrison, Lowell. „The Aaron Burr Conspiracy.”. American History I Illustrated. 13: 25. 1978...]-
- Isenberg, Nancy (мај 2008). Fallen Founder: The Life of Aaron Burr. Penguin Books. ISBN 978-0-14-311371-3.. Penguin Books
- Jillson, Willard Rouse (1943). „Aaron Burr's Trial for Treason, at Frankfort, 1806”. Filson Club Historical Quarterly. 17 (4). Архивирано из оригинала 02. 05. 2012. г. Приступљено 06. 12. 2011.
- Номинован за Пулицерову награду.
- (датум непознат)
- . „онлајн издање”. Архивирано из оригинала 13. 10. 2007. г. Приступљено 09. 04. 2012.
- онлајн издање
- (2 тома)
- Rorabaugh, W. J. (1995). „The Political Duel in the Early Republic: Burr v. Hamilton”. Journal of the Early Republic. 15 (1): 1—23. ISSN 0275-1275. JSTOR 3124381. doi:10.2307/3124381.}-
- . Фикционализовани приказ Беровог живота.
- Wilaon, Samuel M. (1936). „The Court Proceedings of 1806 in Kentucky Against Aaron Burr and John Adair”. Filson Club Historical Quarterly. 10 (1). Архивирано из оригинала 25. 04. 2012. г. Приступљено 29. 11. 2011.
- Wood, Gordon S. (2006). Revolutionary Characters. New York: Penguin.